# 안나 마리아 호스포드
애나 마리아 호스퍼드(Anna Maria Horsford, 1948년 3월 6일 ~ )는 미국의 배우이다.
할렘에서 태어났다.

## 출연 작품
- 더 콰이어 디렉터 (2018년)
- 체이싱 더 블루스 (2017년)
- 어 마디아 크리스마스 (2013년) - 에일린 역
- 레츠 스테이 투게더 (2010년)
- 패밀리 웨딩 (2010년)
- I Tried (2007) - 밀리 역
- 트레이드 (2007년)
- 브로큰 브리짓스 (2006년)
- 그리다이언 갱 (2006년)
- 가딩 에디 (2004년) - 캐롤 역
- 프라이데이 3 - 프라이데이 애프터 넥스트 (2002, Friday After Next)
- 마이너리티 리포트 (2002년) - 케이시 역
- 잭트 (2001년)
- 하우 하이 (2001년)
- 스파이더 게임 (2001)
- 감금 (2000년)
- 너티 프로페서 2 (2000년)
- 미라클 맨 (1996년)
- 셋 잇 오프 (1996년)
- 어느 멋진 날 (1996년) - 에블린 역
- 프라이데이 (1995년)
- 위도우 키스 (1994년)
- 미스터 존스 (1993년)
- 흑백 청춘 (1992년)
- 동기없는 살인 (1992년)
- 의혹 (1990) - 유지니아 역
- 스테파니의 외출 (1989년)
- 비키의 홀로서기 (1988년)
- 스트리트 스마트 (1987년)
- 데들리 포스 (1986년)
- 특명기동작전 암살지령 (1986년)
- 제2의 연인 (1986년)
- 세인트 엘모의 열정 (1985년)
- 크레스 (1983년) - 매기 역
- 러브 차일드 (1982년)
- 광란자 (1981)
- 타임 스퀘어 (1980, Times Square)
- 못다한 사랑 (1979)

### 텔레비전
- D.C. 특수수사대 (2004)
- 안투라지 (2005-06)
- 쉴드: XX 강력반 (2005-08)
- 크리스는 괴로워 (2008)
- 더 볼드 앤 더 뷰티풀 (2015-18)